# Marcel Grossmann
Marcel Grossmann (ur. 9 kwietnia 1878 w Budapeszcie, zm. 7 września 1936 w Zurychu) – szwajcarsko-węgierski matematyk, wykładowca Politechniki Federalnej w Zurychu (ETHZ), specjalizujący się w geometrii wykreślnej.
W latach 1896-1900 studiował na Politechnice w Zurychu. Grossmann był wieloletnim przyjacielem Alberta Einsteina i jego kolegą ze szkoły. To Grossmann uzmysłowił Einsteinowi znaczenie geometrii Riemanna, bez której nie powstałaby ogólna teoria względności. Społeczność fizyków zajmujących się teorią względności w uznaniu zasług Grossmana dla fizyki organizują co trzy lata spotkania Marcela Grossmana.